# 70 Рака
70 Рака (лат. 70 Cancri) — звезда, которая находится в созвездии Рака. Это белая звезда спектрального класса А, карлик главной последовательности, удалённая на расстояние 605 световых лет и имеющая видимую звёздную величину +6.67, то есть не может быть различима невооружённым глазом, но можно её разглядеть в бинокль.

## Характеристики
70 Рака массивнее Солнца в 3.2 раза, радиус почти в 3 раза превышает радиус солнечного. Светимость в 62.5 раз мощнее солнечной, температура поверхности раскалена до 9650-9800 К. Лучевая скорость отрицательна, и поэтому звезда приближается к Солнечной системе со скоростью 21 км/с. Звезда почти неподвижна на небесной сфере из-за незначительного значения собственного движения.